# Наталия Довгодко
Наталия Викторовна Довгодко (на украински: Наталія Вікторівна Довгодько; 7 февруари 1991 г., Киев) е украинска гребкиня, състезаваща се за украинския национален отбор по гребане от 2011 г. Шампионка на летните олимпийски игри в Лондон, европейска шампионка, многократна победителка и медалистка от етапи на Световната купа и национални регати. Представя спортен клуб „Дзержинка“, заслужил майстор на спорта на Украйна.

## Биография
Наталия Довгодко е родена на 7 февруари 1991 г. в Киев. Тъй като и двамата ѝ родители са били състезатели по гребане, дъщеря им също започва да тренира гребане. Тя започва сериозно да се занимава с този спорт на 10-годишна възраст, тренира в киевската гребна база „Зенит“ под ръководството на треньорката Раиса Кирилова, по-късно в Централния спортен клуб на Въоръжените сили на Украйна и в спортния клуб „Дзержинка“ в Днепродзержинск, където се обучава под ръководството на Владимир Морозов и Дина Мифтахутдинова.
Довгодко постига първия си сериозен успех през 2007 г., когато влиза в юношеския национален отбор на Украйна и участва на юношеското световно първенство в Пекин, където заема осмо място в класирането. Година по-късно тя участва в световното първенство състезания в Австрия, където завършва девета. През 2009 г тя участва на световното първенство за юноши във Франция, този път е седма в единичните серии. През 2010 г. на младежкото световно първенство в Брест тя завършва на седмо място при четворките.
На международно ниво за възрастни Довгодко дебютира през сезон 2011, след като заема осмо място в единичните серии на световното първенство за младежи в Амстердам. След като си проправя път в основния отбор на украинския национален отбор, тя участва на европейското първенство в Пловдив, където завършва пета. Благодарение на поредица от успешни прояви, тя участва в отбора на Украйна на Летните олимпийски игри през 2012 г. в Лондон – в четворката, в която са и Яна Дементиева, Анастасия Коженкова и Екатерина Тарасенко Тимът печели златен медал. През същия сезон Довгодко печели два етапа от Световната купа и златен медал на европейското първенство във Варезе, Италия.
След Олимпийските игри в Лондон Довгодко остава в основния състав на украинския национален отбор и продължава да участва в най-големите международни регати. Така през 2013 г. тя заема пето място на европейското първенство в Севиля, Испания, четвърто на световното първенство за младежи в Австрия и девето на световното първенство за възрастни в корейския град Чунджу и печели злато на лятната универсиада в Казан. На европейското първенство през 2014 г. в Белград, Сърбия, тя заема деветото място в класирането. За изключителни спортни постижения Довгодко е удостоена с почетното звание „Заслужил майстор на спорта на Украйна“, наградена е с орден „За заслуги“ II и III степен.
Тя има висше образование, през 2013 г. завършва Киевския политехнически институт. По-големият ѝ брат Иван Довгодко също е известен гребец, европейски и световен шампион през 2014 г.